# Jim Hughart
James David Hughart (né le 28 juillet 1936) est un bassiste de jazz et de pop.Il a participé à plus de 200 albums de disques, 300 musiques de films. Jim Hughart a enregistré avec de nombreux artistes, dont Frank Sinatra, Peggy Lee, Diana Ross, Joni Mitchell , Joan Baez, Barry Manilow, Tom Waits, Frank Rosolino, Paul Smith, Barney Kessel, Milt Jackson et  Nathalie Cole.

## Discographie
Tim Buckley: Look at the Fool (1974)